# Heliotropium alii
Heliotropium alii är en strävbladig växtart som beskrevs av Y.J. Nasir. Heliotropium alii ingår i Heliotropsläktet som ingår i familjen strävbladiga växter. Inga underarter finns listade i Catalogue of Life.